# Tau3 Eridani
Tau3 Eridani (τ3 Eridani, förkortat Tau3 Eri, τ3 Eri) som är stjärnans Bayerbeteckning, är en ensam stjärna belägen i den västra delen av stjärnbilden Eridanus. Den har en skenbar magnitud på 4,10, är synlig för blotta ögat där ljusföroreningar ej förekommer. Baserat på parallaxmätning inom Hipparcosuppdraget på ca 36,8 mas, beräknas den befinna sig på ett avstånd på ca 89 ljusår (ca 27 parsek) från solen.

## Egenskaper
Tau3 Eridani är en blå till vit stjärna i huvudserien av spektralklass A3 IV-V, som anger att spektret visar egenskaper som ligger mellan en huvudseriestjärna och en underjättestjärna. Den har en massa som är ca 80 procent större än solens massa, en radie som är ca 90 procent större än solens och utsänder från dess fotosfär ca 14 gånger mera energi än solen vid en effektiv temperatur på ca 8 250 K.
Tau3 Eridani roterar snabbt med en projicerad rotationshastighet på 133 km/s, vilket medför att ekvatorialradien är 7% större än polarradien. År 2001 rapporterades stjärnan som att kunna vara en Vegaliknande stjärna, vilket betyder att den tycks avge ett överskott av infraröd strålning från en kringliggande stoftskiva. Detta har dock inte bekräftats.